# Liste der Kulturdenkmale in Bernau im Schwarzwald
In der Liste der Kulturdenkmale in Bernau im Schwarzwald sind unbewegliche Bau- und Kunstdenkmale aller Ortsteile von Bernau im Schwarzwald aufgeführt. Grundlage für diese Liste ist die vom Regierungspräsidium Freiburg herausgegebene Liste der Bau- und Kunstdenkmale.
Diese Liste ist nicht rechtsverbindlich. Eine rechtsverbindliche Auskunft ist lediglich auf Anfrage bei der Unteren Denkmalschutzbehörde der Gemeinde Bernau im Schwarzwald erhältlich.

## Allgemein
- Bild: Zeigt ein ausgewähltes Bild aus Commons, „Weitere Bilder“ verweist auf die Bilder im Medienarchiv Wikimedia Commons.
- Bezeichnung: Nennt den Namen, die Bezeichnung oder die Art des Kulturdenkmals.
- Lage: Straßenname und Hausnummer oder Flurstücknummer des Kulturdenkmals, gegebenenfalls auch den Ortsteil. Die Grundsortierung der Liste erfolgt nach dieser Adresse. Der Link (Karte) führt zu verschiedenen Kartendiensten mit der Position des Kulturdenkmals. Fehlt dieser Link, wurden die Koordinaten noch nicht eingetragen. Sind diese bekannt, können sie über ein Tool mit einer Kartenansicht einfach nachgetragen werden. In dieser Kartenansicht sind Kulturdenkmale ohne Koordinaten mit einem roten bzw. orangen Marker dargestellt und können durch Verschieben auf die richtige Position in der Karte mit Koordinaten versehen werden. Kulturdenkmale ohne Bild sind an einem blauen bzw. roten Marker erkennbar.
- Datierung: Baubeginn, Fertigstellung, Datum der Erstnennung oder grobe zeitliche Einordnung entsprechend des Eintrags in der zuständigen Denkmaldatenbank (Landesamt für Denkmalpflege Baden-Württemberg).
- Beschreibung: Kurzcharakteristik des Kulturdenkmals.

## Bau- und Kulturdenkmale der Gemeinde Bernau im Schwarzwald

### Dorf
| Bild | Bezeichnung                                                 | Lage                              | Datierung                      | Beschreibung                                                           | ID |
| ---- | ----------------------------------------------------------- | --------------------------------- | ------------------------------ | ---------------------------------------------------------------------- | -- |
|      | Bachlauf Bernauer Alb                                       | Dorf, Bernauer Alb (Karte)        |                                | Erhaltenswerte historische Wasserfläche                                |    |
|      | Schwarzwaldhof Dorf-Hauptstraße 4                           | Dorf, Dorf-Hauptstraße 4 (Karte)  | 1. Hälfte 19. Jahrhundert      | Geschützt nach § 2 DSchG                                               | BW |
|      | Schwarzwaldhof Dorf-Hauptstraße 7                           | Dorf, Dorf-Hauptstraße 7 (Karte)  | 1. Hälfte 19. Jahrhundert      | Geschützt nach § 2 DSchG                                               | BW |
|      | Schwarzwaldhof Dorf-Hauptstraße 15                          | Dorf, Dorf-Hauptstraße 15 (Karte) | 18. Jahrhundert                | Geschützt nach § 2 DSchG                                               | BW |
|      | Wohnhaus Dorf-Hauptstraße 16                                | Dorf, Dorf-Hauptstraße 16 (Karte) | 1. Hälfte des 20. Jahrhunderts | Erhaltenswertes Gebäude                                                | BW |
|      | Schwarzwaldhof Dorf-Hauptstraße 17                          | Dorf, Dorf-Hauptstraße 17 (Karte) | 1690                           | Geschützt nach § 2 DSchG                                               | BW |
|      | Schwarzwaldhof Dorf-Hauptstraße 20                          | Dorf, Dorf-Hauptstraße 20 (Karte) | Mitte 19. Jahrhundert          | Püffall                                                                | BW |
|      | Wegekreuz Dorf-Hauptstraße                                  | Dorf, Dorf-Hauptstraße (Karte)    | Ende 19. Jahrhundert           | Geschützt nach § 2 DSchG                                               | BW |
|      | Schwarzwaldhof mit Garten Dorfstraße 2                      | Dorf, Dorfstraße 2 (Karte)        | Im Kern 18. Jahrhundert        | Erhaltenswertes Gebäude                                                | BW |
|      | Schwarzwalddoppelhof Dorfstraße 4,6                         | Dorf, Dorfstraße 4,6 (Karte)      | Im Kern 18. Jahrhundert        | Geschützt nach § 2 DSchG                                               | BW |
|      | Schwarzwaldhof Dorfstraße 10                                | Dorf, Dorfstraße 10 (Karte)       | Im Kern 18. Jahrhundert        | Erhaltenswertes Gebäude                                                | BW |
|      | Schwarzwalddoppelhof Dorfstraße 13                          | Dorf, Dorfstraße 13 (Karte)       | 18. Jahrhundert                | Geschützt nach § 2 DSchG                                               | BW |
|      | Schwarzwalddoppelhof Dorfstraße 15                          | Dorf, Dorfstraße 15 (Karte)       | 18. Jahrhundert                | Geschützt nach § 2 DSchG                                               | BW |
|      | Schwarzwaldhof Dorfstraße 16                                | Dorf, Dorfstraße 16 (Karte)       | Im Kern 17. Jahrhundert        | Erhaltenswertes Gebäude                                                | BW |
|      | Schwarzwalddoppelhof Dorfstraße 17                          | Dorf, Dorfstraße 17 (Karte)       | 1783                           | Geschützt nach § 2 DSchG                                               | BW |
|      | Schwarzwaldhof - Wohnteil Dorfstraße 18                     | Dorf, Dorfstraße 18 (Karte)       | Im Kern 17./18. Jahrhundert    | Erhaltenswertes Gebäude                                                | BW |
|      | Schwarzwaldhof - Wohnteil Dorfstraße 21                     | Dorf, Dorfstraße 21 (Karte)       | Im Kern 18. Jahrhundert        | Erhaltenswertes Gebäude                                                | BW |
|      | Schwarzwaldhof mit Bienenhäuschen Dorfstraße 24             | Dorf, Dorfstraße 24 (Karte)       | 18. Jahrhundert                | Geschützt nach § 2 DSchG                                               | BW |
|      | Ehemaliges Schulhaus Dorfstraße 29                          | Dorf, Dorfstraße 29 (Karte)       | Um 1832                        | Geschützt nach § 2 DSchG                                               | BW |
|      | Schwarzwaldhof Dorfstraße 31                                | Dorf, Dorfstraße 31 (Karte)       | Im Kern 18. Jahrhundert        | Erhaltenswertes Gebäude                                                | BW |
|      | Ehemalige Mühle und Bäckerei Mühleweg 8                     | Dorf, Mühleweg 8 (Karte)          | 1722                           | Geschützt nach § 2 DSchG                                               | BW |
|      | Schwarzwaldhof Mühleweg 12                                  | Dorf, Mühleweg 12 (Karte)         | Mitte 19. Jahrhundert          | Geschützt nach § 2 DSchG                                               | BW |
|      | Historische Mühlwiesen Mühlmatten                           | Dorf, Mühlmatten                  |                                | Erhaltenswerte historische Grünfläche                                  |    |
|      | Bachlauf Nettenbach                                         | Dorf, Nettenbach (Karte)          |                                | Erhaltenswerte historische Wasserfläche                                | BW |
|      | Schwarzwaldhof - Wohnteil Nettenbachweg 4                   | Dorf, Nettenbachweg 4 (Karte)     | 18. Jahrhundert                | Erhaltenswertes Gebäude                                                | BW |
|      | Schwarzwaldhof mit Bienenhäuschen Rappenstockweg 1          | Dorf, Rappenstockweg 1 (Karte)    | 19./20. Jahrhundert            | Geschützt nach § 2 DSchG                                               | BW |
|      | Künstlerhaus Rappenstockweg 10                              | Dorf, Rappenstockweg 10 (Karte)   | 1948                           | Geschützt nach § 2 DSchG                                               | BW |
|      | Schwarzwaldhof Scheibenfelsenweg 8                          | Dorf, Scheibenfelsenweg 8 (Karte) | Mitte 19. Jahrhundert          | Geschützt nach § 2 DSchG                                               | BW |
|      | Schwarzwaldhof Schulweg 11, 13                              | Dorf, Schulweg 11, 13 (Karte)     | 18. Jahrhundert                | Geschützt nach § 2 DSchG                                               | BW |
|      | Historischer Ortsrand in Bernau-Dorf Nördliche Ortslage     | Dorf, Nördliche Ortslage          |                                | Erhaltenswerter historischer Ortsrand                                  |    |
|      | Historischer Ortsrand in Bernau-Dorf Südöstliche Ortslage   | Dorf, Südöstliche Ortslage        |                                | Erhaltenswerter historischer Ortsrand                                  |    |
|      | Mittelalterliche Vorgängerbauten Mittelalterlicher Ortskern | Dorf, Mittelalterlicher Ortskern  |                                | Kulturdenkmäler gemäß § 2 DSchG (Archäologie) Geschützt nach § 2 DSchG |    |

### Hof
| Bild | Bezeichnung                                           | Lage                       | Datierung                   | Beschreibung                          | ID |
| ---- | ----------------------------------------------------- | -------------------------- | --------------------------- | ------------------------------------- | -- |
|      | Schwarzwaldhof Hofstraße 1                            | Hof, Hofstraße 1 (Karte)   | 1840                        | Erhaltenswertes Gebäude               | BW |
|      | Schwarzwaldhof - Wohnteil Hofstraße 4                 | Hof, Hofstraße 4 (Karte)   | 1602                        | Geschützt nach § 2 DSchG              | BW |
|      | Schwarzwaldhof Hofstraße 5/7                          | Hof, Hofstraße 5/7 (Karte) | Im Kern 17./18. Jahrhundert | Geschützt nach § 2 DSchG              | BW |
|      | Gasthaus Bernauerhof Hofstraße 11                     | Hof, Hofstraße 11 (Karte)  | 1625                        | Geschützt nach § 2 DSchG              | BW |
|      | Schwarzwaldhof Hofstraße 13                           | Hof, Hofstraße 13 (Karte)  | Um 1860                     | Geschützt nach § 2 DSchG              | BW |
|      | Schwarzwaldhof Hofstraße 14                           | Hof, Hofstraße 14 (Karte)  | 1538                        | Geschützt nach § 12 DSchG             | BW |
|      | Schwarzwaldhof Hofstraße 16                           | Hof, Hofstraße 16 (Karte)  | um 1800                     | Geschützt nach § 2 DSchG              | BW |
|      | Wohnhaus und Gartenstützmauer Hofstraße 17            | Hof, Hofstraße 17 (Karte)  | 1880                        | Geschützt nach § 2 DSchG              | BW |
|      | Schwarzwaldhof Hofstraße 22                           | Hof, Hofstraße 22 (Karte)  | um 1600                     | Geschützt nach § 2 DSchG              | BW |
|      | Schwarzwaldhof Hofstraße 24                           | Hof, Hofstraße 24 (Karte)  | 1949                        | Erhaltenswertes Gebäude               | BW |
|      | Garten Hofstraße 25                                   | Hof, Hofstraße 25 (Karte)  | 19. Jahrhundert             | Erhaltenswerte historische Grünfläche | BW |
|      | Schwarzwaldhof Hofstraße 27                           | Hof, Hofstraße 27 (Karte)  | 1820/50                     | Erhaltenswertes Gebäude               | BW |
|      | Kapelle Hofstraße 29                                  | Hof, Hofstraße 29 (Karte)  | 1932                        | Geschützt nach § 2 DSchG              |    |
|      | Schwarzwaldhof Hofstraße 31                           | Hof, Hofstraße 31 (Karte)  | um 1700                     | Geschützt nach § 2 DSchG              | BW |
|      | Umgebende Freiflächen in Bernau-Hof Bühl, Kirchenrain | Hof, Bühl, Kirchenrain     |                             | Erhaltenswerte historische Grünfläche |    |